# Поликарп (префект претория)
Поликарп (лат. Polycarpus) — восточно-римский государственный деятель конца V века.
Поликарп был уроженцем Берита, исповедовал христианство. Известно о том, что когда Поликарп находился в своём родном городе в конце 480-х годов, он сотрудничал с Захарием и Севиром (позже ставшим епископом Антиохийским) для пресечения попыток использования магии. После он служил скриниарием, а затем назначен на должность префекта претория Востока по приказу императора Анастасия I в 498 году.